# 阿圖羅·雷耶斯
阿圖羅·雷耶斯（英語：Arturo Reyes，1992年4月6日—） ，為美國的棒球選手，在2012年的美國職棒聖路易紅雀隊以選秀第40輪第1205順位而開啟職業生涯，2020年起效力於中華職棒中信兄弟，中文登錄名為「雷艾斯」，守備位置為投手。

## 經歷
- 美國職棒聖路易紅雀（小聯盟，2013年–2018年）
- 亞利桑那秋季聯盟Surprise Saguaros（2017年）
- 墨西哥太平洋聯盟Naranjeros de Hermosillo（2018年－2019年）
- 美國職棒坦帕灣光芒（小聯盟，2019年）
- 美國職棒德州遊騎兵（小聯盟，2020年）
- 中華職棒中信兄弟（2020年）
- 墨西哥棒球聯盟Toros de Tijuana（2022年）
- 墨西哥棒球聯盟Bravos de León（2023年）

## 職棒生涯成績

### 中華職棒
| 年度 | 球隊     | 出賽 | 先發 | 勝投 | 敗投 | 中繼 | 救援 | 完投 | 完封 | 三振 | 四死 | 責失 | 投球局數 | 自責分率 | 被上壘率 |
| ---- | -------- | ---- | ---- | ---- | ---- | ---- | ---- | ---- | ---- | ---- | ---- | ---- | -------- | -------- | -------- |
| 2020 | 中信兄弟 | 4    | 4    | 1    | 1    | 0    | 0    | 1    | 1    | 14   | 9    | 12   | 17.1     | 6.23     | 1.21     |
| 合計 | 1年      | 4    | 4    | 1    | 1    | 0    | 0    | 1    | 1    | 14   | 9    | 12   | 17.1     | 6.23     | 1.21     |

## 外部連結
- 阿圖羅·雷耶斯在台灣棒球維基館上的頁面（繁體中文）
- 阿圖羅·雷耶斯在美國職棒（英语）
- 阿圖羅·雷耶斯在中華職棒
- 阿圖羅·雷耶斯在Baseball-Reference.com（小聯盟以及海外聯盟）（英语）